# Wilmer (Texas)
Wilmer é uma cidade localizada no estado norte-americano do Texas, no Condado de Dallas.

## Demografia
Segundo o censo norte-americano de 2000, a sua população era de 3393 habitantes.
Em 2006, foi estimada uma população de 3593, um aumento de 200 (5.9%).

## Geografia
De acordo com o United States Census Bureau tem uma área de 16,3 km², dos quais 16,3 km² cobertos por terra e 0,0 km² cobertos por água.

## Localidades na vizinhança
O diagrama seguinte representa as localidades num raio de 16 km ao redor de Wilmer.